# Holavedskapellet
Holavedskapellet är en kyrkobyggnad i Tranås kommun. Den är församlingskyrka i Säby församling, Linköpings stift.

## Kyrkobyggnaden
Kapellet uppfördes 1960 efter ritningar av arkitekt Johannes Dahl och blev färdigställt i början av 1961. En sakristia byggdes till 1979. Väggarna i kapellet har en stomme av tegel medan sakristians väggar är byggda av lättbetong.
Klockstapeln uppfördes 1965 efter ritningar av Erik Persson från 1953.

## Inventarier
- En åttakantig dopfunt är av lackad ek.
- Altarprydnaden är en textil komponerad av ingenjör Erik Persson, Tranås och vävd 1979 av Kristine Packalén. Textilens tema är "Jag är uppståndelsen och livet" (Johannes 11:25).
- En elorgel står i kapellet.